# Chaetoseptoria vignae
Chaetoseptoria vignae är en svampart som beskrevs av Tehon 1937. Chaetoseptoria vignae ingår i släktet Chaetoseptoria, divisionen sporsäcksvampar och riket svampar.   Inga underarter finns listade i Catalogue of Life.